# فرار مرغی: طلوع ناگت
فرار مرغی: طلوع ناگت (به انگلیسی: Chicken Run: Dawn of the Nugget) یک انیمیشن کمدی استاپ موشن به کارگردانی سم فل، بر اساس فیلمنامه ای از کری کرک‌پاتریک، جان اوفارل و ریچل تانرد است. این انیمیشن دنباله فرار مرغی (۲۰۰۰) است که توسط استودیوهای آردمن انیمیشن، پتی و استودیوکانال تولید شده‌است. صداپیشگانی از جمله تندی نیوتون، زکری لی‌وای، بلا رمزی، ایملدا استنتون، دیوید بردلی، جین هرکس، دنیل میز و نیک محمد در این انیمیشن به ایفای نقش پرداخته‌اند.
فرار مرغی: طلوع ناگت در ۱۵ دسامبر ۲۰۲۳ (۲۴ آذر ۱۴۰۲) در نتفلیکس منتشر شد.

## خلاصه داستان
پس از موفقیت در فرار از مزرعه تویدی به یک شیوه جسورانه و ریسک‌آمیز، جینجر و تیمش مکان ایده‌آل خود را کشف کردند، یک جزیره آرامش‌بخش که تمام گله می‌توانند در آنجا به راحتی زندگی کنند، بدون هیچ ریسکی از رسیدن آسیب از سوی انسان‌ها و با ورود دختر جدید جینجر و راکی (مولی)، به نظر می‌رسد که پایان رؤیای جینجر در نهایت به حقیقت پیوسته‌است. با این حال، تمام جمعیت مرغان در حال حاضر با یک خطر تهدیدآمیز و جدید در سرزمینشان، توسط یک دشمن آشنا روبه‌رو شده‌اند.

## صداپیشگان
- تندی نیوتون در نقش جینجر
- زکری لی‌وای در نقش راکی
- بلا رمزی در نقش مولی
- رومش رانگاناتان در نقش نیک
- دنیل میز در نقش فیچر
- دیوید بردلی در نقش فاولر
- جین هرکس در نقش ببز
- ایملدا استنتون در نقش بانی
- لین فرگوسن در نقش مک
- نیک محمد در نقش دکتر فرای
- جوزی سدویک دیویس در نقش فرایزل